# Zdravstvena postaja
Zdravstvena postaja je oblika organiziranosti osnovne zdravstvene dejavnosti. V skladu s slovensko zdravstveno zakonodajo iz 1992 je zdravstvena postaja javni zdravstveni zavod, ki zagotavlja osnovno zdravstveno dejavnost na območjih, kjer niso izpolnjeni pogoji za odprtje zdravstvenega doma. Vsebino dela zdravstvene postaje sestavljajo najosnovnejše dejavnosti zdravstvenega doma (najmanj dejavnost splošne medicine, splošnega zobozdravstva in patronažnega varstva). S tem je tudi zagotovljena najnižja raven zdravstvenega varstva prebivalstva.
Zdravstvene postaje so začeli ustanavljati že pred drugo svetovno vojno v skladu z novimi izhodišči za delovanje javnega zdravstva po zamislih Andrija Štamparja. Nastajale so hkrati z razvojem mreže zdravstvenih domov, predvsem v odročnejših krajih. Tudi po 2. svetovni vojni se je z ustanavljanjem zdravstvenih postaj omogočala dostopnost osnovne zdravstvene dejavnosti po vsej Sloveniji. Leta 1960 je bilo v Sloveniji 86 zdravstvenih postaj. S ponovnim uvajanjem zasebne zdravstvene dejavnosti od sredine devetdesetih let prevzemajo zdravniki s koncesijo na terenu vlogo zdravstvenih postaj. V začetku leta 2000 je v Sloveniji delovalo 69 zdravstvenih postaj.